# Дукач

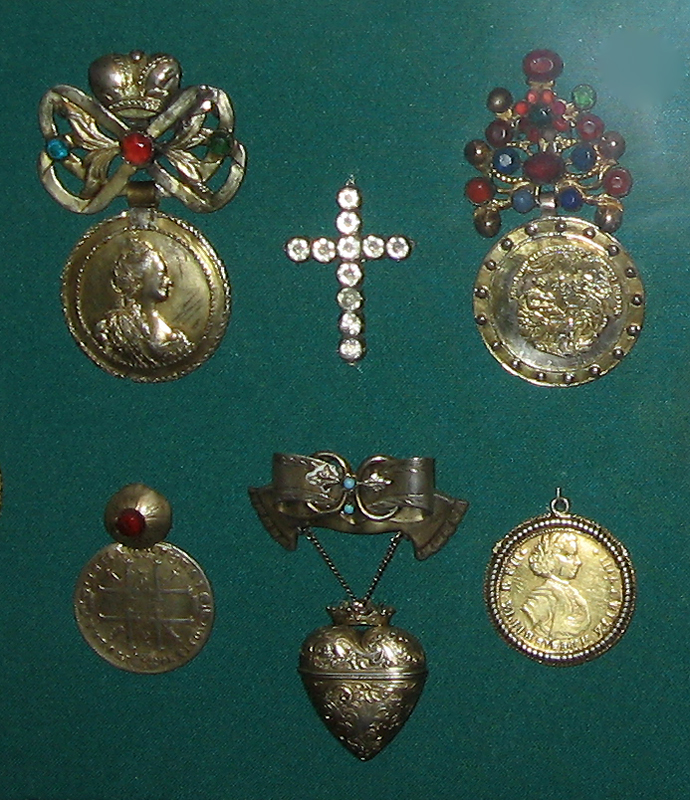
Дукачи XVIII—XIX веков

Дукач (личман, ягнус) — традиционная деталь украинского женского костюма, женское украшение в виде большой медалеподобной монеты с металлическим бантом, украшенным камешками. Для дукачей использовались австрийские дукаты Марии Терезии, русские рубли и местные украинские изделия с разнообразными изображениями. Дукачи носили на Левобережье: в Черниговской, Полтавской  и на Слобожанщине (Курская,Воронежская,Белгородская губернии). На Полтавщине дукачи имели с обеих сторон изображения религиозного содержания, такие дукачи дарили на свадьбе. Другие дукачи могли иметь портретные изображения, большей частью императриц Елизаветы и Екатерины Великой. При этом традиции носить ожерелье из дукатов и один медалеподобный дукач не исключали друг друга. В XIX — начале XX века дукачем называли очень разные по материальной и художественной ценности женские украшения — от грубого, но старательно изготовленного до фабричной штампованной бляшки. Соответственно, в одних местностях Украины в начале XX века дукач оставался праздничным украшением, а в других его носили каждый день и взрослые и дети.